# برودواي روز (فلم)
برودواي روز (بالإنجليزية: Broadway Rose) هو فيلم أبيض وأسود درامي رومانسي أمريكي صامت إنتاج عام 1922 صدر عن مترو بيكتشرز وإخراج روبرت ليونارد. ومن النجوم ماي موراي زوجة ليونارد آنذاك ومونتي بلو. الفيلم مأخوذ عن قصة أصلية كتبها إدموند غولدينغ للنجم موراي، وأنتجتها شركة إنتاج ليونارد وموراي تيفاني بيكتشرز.

## ملخص الفيلم
تقع روزالي لورانس النجمة الراقصة في برودواي ، في حب الثري هيو طومسون. لا يوافق والديه ويريدانه أن يتزوج باربرا رويس ، لذلك يتزوج هو وروزالي سرا. ومع ذلك ، فإن هيو ليس الرجل الذي يبدو عليه تمامًا ، كما تكتشف روزالي قريبًا عندما كشف طومسون لروزالي أنه لا يعتبرها تستحق خسارة ملايين والده، عادت إلى بلدها وحب طفولتها توم دارسي.

## فريق التمثيل
- ماي موراي في دور روزالي لورانس
- مونتي بلو في دور توم دارسي
- ريموند بلومر في دور هيو طومسون
- وارد كرين في دور ريجي وايتلي
- ألما تيل في دور باربرا رويس
- تشارلز لين في دور بيتر طومسون
- مود تورنر جوردون في دور السيدة بيتر طومسون
- جين جينينغز في دور السيدة لورانس
- بولين ديمبسي في دور الخادمة

## روابط خارجية
- برودواي روز  في قاعدة بيانات الأفلام على الإنترنت (بالإنجليزية)
- Broadway Rose posters